# IC 235
IC 235 ist eine Spiralgalaxie vom Hubble-Typ Sab im Sternbild Widder an der Ekliptik. Sie ist schätzungsweise 396 Millionen Lichtjahre von der Milchstraße entfernt und hat einen Durchmesser von etwa 45.000 Lj.

Im selben Himmelsareal befindet sich u. a. die Galaxie NGC 976.
Das Objekt wurde am 15. Dezember 1892 vom französischen Astronomen Stéphane Javelle entdeckt.